# Abendland (Köhlmeier)

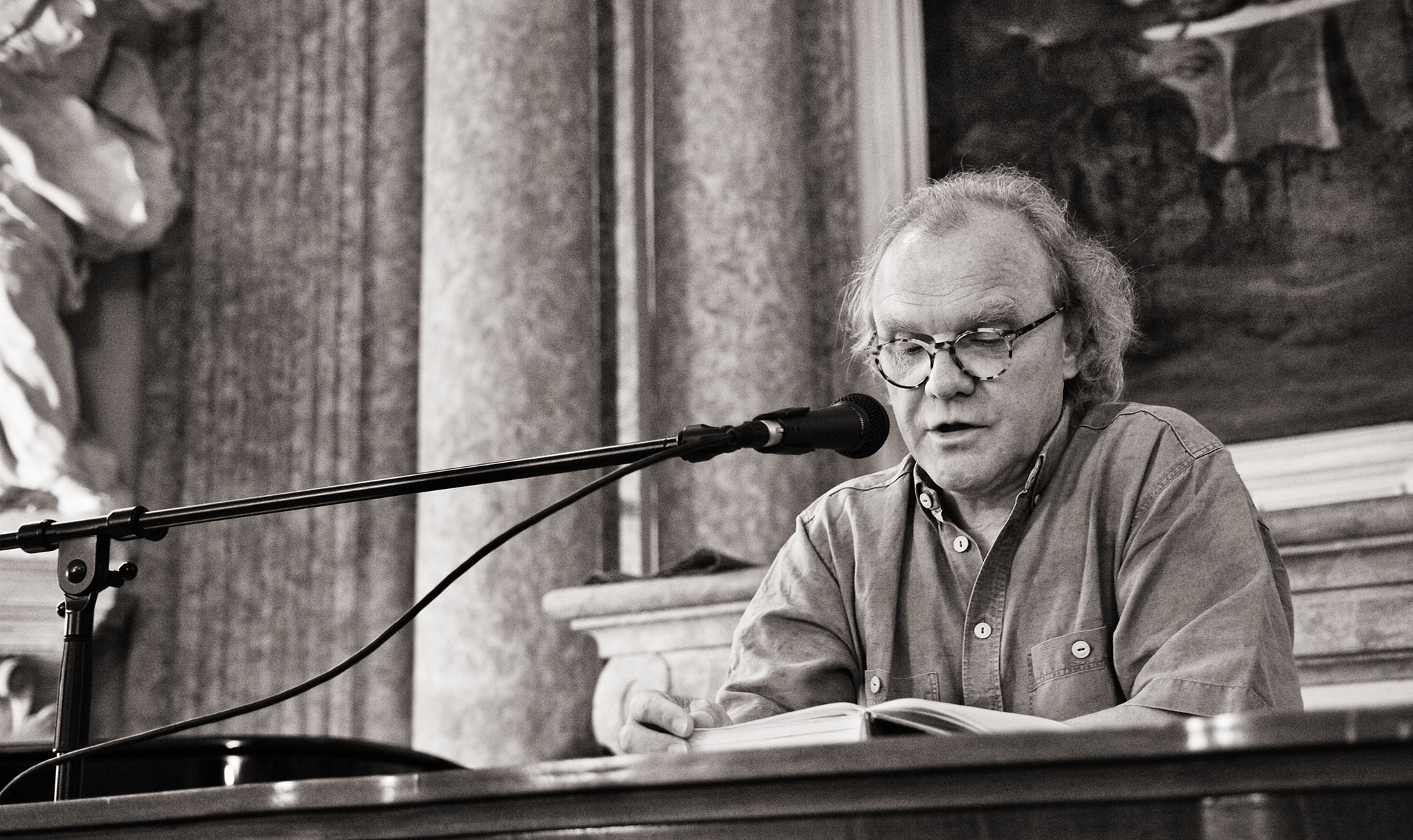
Michael Köhlmeier (2008)

Abendland ist der Titel eines 2007 erschienenen historischen Romans von Michael Köhlmeier. Der fünfundneunzigjährige Mathematiker Carl Candoris erzählt dem Schriftsteller Sebastian Lukasser die Geschichte seines Lebens. Durch die Verbindung der Historie des 20. Jhs. mit fiktiven Personen und Ereignissen entwickelt der Autor sein Mosaikbild des Abendlandes.

## Inhalt

### Überblick
Der Schriftsteller Sebastian Lukasser erhält von Carl Jakob Candoris den Auftrag, ein Buch über sein Leben zu schreiben. Darin einbezogen sind die miteinander befreundeten Familien Lukasser und Bárány/Candoris und damit zugleich viele historische Ereignisse des 20. Jhs., an denen sie oder ihre Vorfahren beteiligt waren und die ihre Schicksale mitbestimmten: Soldatentod Kajetans von Candoris 1914 im Ersten Weltkrieg, Angriff auf das Kolonialwarengeschäft Bárány in der Pogromnacht im November 1938 in Wien (2. Kap.), Candoris Studium in Göttingen, in den 1920er und 1930er Jahren ein Zentrum mathematischer und naturwissenschaftlicher Forschung und Anziehungspunkt internationaler Studenten, Gastprofessur Emmy Noethers 1928/29 in Moskau, Reise Georg Lukassers, und später Sebastians, ins Jazz-Traumland Amerika, Deportation Edith Steins ins KZ Auschwitz, Candoris Arbeit für den englischen Geheimdienst gegen das Nazi-Regime, Tod von Charlotte Candoris 1945 bei einem Bombenangriff in Wien, Schwarzhandel und Vergewaltigung ihrer Tochter Valerie durch Soldaten, amerikanischer Nachkriegs-Jazz in Wien, Bau der Atombombe in Oppenheimers Forschungscamp in Los Alamos, Nürnberger Prozesse 1945, 1968er Jahre in Frankfurt, RAF-Attentate in den 1970er Jahren. Als Abschluss der Chronik erzählt Sebastian im 15. Kap., dass aus ihrer Familie „ein Ungeheuer hervorgegangen“ ist, und gibt Carls Bericht von den Morden seines „bemerkenswerten Anverwandten“ Hanns Alverdes im Zusammenhang mit den Kolonialzeitkriegen in Deutsch-Südwestafrika wieder.

### Rahmenhandlung
Die Rahmenhandlung spielt 2001 und 2002 v. a. in Wien und Lans bei Innsbruck. Wenige Wochen vor seinem Tod im April 2001 spricht der 95-jährigen Mathematiker Carl Jakob Candoris mit seinem Patensohn Sebastian über sein Leben und bittet ihn, seine Biographie zu schreiben, womit dieser ein Jahr später, nach der Erholung von einer Prostata-Operation, beginnt. Da beide Protagonisten und ihre Familien miteinander befreundet und ihre Schicksale miteinander vernetzt sind, wird Sebastian auch zu Reflexionen über seine eigene Entwicklung, über seine Ehe mit Doris und ihren Sohn David, über das Leben seiner Eltern und ihre Beziehungen zu Candoris und seiner Frau Margarida angeregt.
Während seiner Gespräche bemerkt der Erzähler, dass Candoris sein Leben nicht einfach nacherzählt, sondern in einer „präzisen kalkulierte[n] Choreographie“ inszeniert, z. B. die Enthüllung der Geheimnisse, die vermeintliche Ermordung Pontrjagins oder die „krokantartige Affäre“ in New York mit dem homosexuellen Abraham Fields und am Ende die Massenmorde seines Großonkels Alverdes zur Kolonialzeit in Südwest-Afrika. „Sein Leben lang hat er es verstanden, den innersten Kern unter dem Pingpong seiner Ironie zu verbergen; um ein Die-Wahrheit-und-nicht-als-die Wahrheit geht es ihm in seiner »Lebensbeichte« nicht, wohl auch nicht um die Inventur“. Sebastian vermutet, dass Carls Lebensbericht „die Generalprobe für das Plädoyer [ist], das er halten will, wenn er als Ankläger vor den lieben Gott tritt: Warum hast du den Genius an mit vorüberziehen lassen?“
Ein anderes Motiv wird am Ende der Gespräche offenbar: Candoris stellt sich die Fragen nach seiner Verantwortung für das amerikanischen Atombombenprogramm, für den Suizid zweier Menschen, die, wie auch er in seiner Wissenschaft, an der Realisation großer Theorien gescheitert sind (14. Kap.), und für seine Mordgedanken und -versuche. Bei seinem Bericht über den Mörders Hanns Alvares fragt er sich, ob dies in der Familie liege: „Es gibt einen, der hat es noch schlimmer getrieben als du. Du bist nicht der erste und du bist nicht er einzige. Du bist etwas, das es vorher bereits gegeben hat.“
Im Romanaufbau wechseln Rahmen- und Binnenhandlungen ständig miteinander ab oder überlagern sich. Als Struktur für seine Mosaikdarstellung von der Historie des 20. Jhs. dienen dem Autor die mit geschichtlichen Ereignissen verbundenen Lebensläufe der erfundenen Figuren (s. Abschnitt: Dichtung und Wirklichkeit):

### Carl Jakob Candoris

#### Sozialisation
Carls einer Südtiroler Familie des Beamtenadels entstammender Vater Kajetan von Candoris entscheidet sich für die militärische Laufbahn. Als Oberleutnant ist er in Brixen stationiert. Als er 1914 zu Beginn des Ersten Weltkriegs bei Lemberg fällt, zieht seine junge Witwe Charlotte mit ihrem 1906 in Meran geborenen Sohn zu ihrer großbürgerlichen Familie nach Wien, wo ihr Vater Bárány ein Feinkost- und Kolonialwarengeschäft mit weltweiten Verbindungen führt. Hier wächst Carl im Wohlstand auf. Sein Großvater steht zwar der Monarchie kritisch gegenüber, interessiert sich aber weniger für Politik als für Naturkunde: „Revolution und Republik haben meinen Großvater und mich weniger aufgewühlt als der mächtige Regen im Sommer, der das Nest unserer Eisvögel wegschwemmte.“

#### Mathematiker
1926 beginnt Carl nach dem Abitur ein Mathematik-Studium in Göttingen, wird Assistent Emmy Noethers, habilitiert über die Riemannsche Vermutung und hält als Privatdozent Vorlesungen (6. Kap.). 1928 reist er mit Noether nach Moskau, wo sie eine Gastprofessur erhalten hat. Aber er hat inzwischen das Interesse an der Mathematik verloren. Sein Spezialgebiet ist die: Zahlentheorie: „schön und ohne Sinn wie das Leben und wie dasselbe bestehend aus einer Aufeinanderfolge von Problemen und Lösungen, was, weil die Aufeinanderfolge sich unendlich fortsetzt, schließlich auch den Begriffen Lösung und Problem jeden Sinn nimmt“. Berühmt könne man nur durch die Aufstellung eines Theorems, einer Vermutung, werden, aber nicht durch die Schweißarbeit der Beweisführung: „Das Genie reißt eine Vermutung auf! Und anschließend kommen die Ameisen. Mittelmaß ist nicht einfach nur ein bisschen weniger, es ist gar nichts – in der Mathematik nichts. […] Im Geschäftsleben dagegen spielen solche Überlegungen keine Rolle. Geld ist Quantität […] Ist nie Qualität.“ Dozent oder Professor im Staatsdienst will er wegen der Abhängigkeit von Verordnungen und Weisungen der Vorgesetzten nicht werden. Er beendet vorzeitig seinen Moskau-Aufenthalt, kehrt nach Wien zurück und wird Kaufmann.

#### Kaufmann
Da er nicht mehr wissenschaftlich arbeiten will, reist er für die Handelsgesellschaft seines Großvaters durch die Welt, lebt einige Zeit in New York und schließt dort einen Vertrag über Whisky-Exporte ab (4. Kap.). Während dieser Zeit besucht er 1935 Emmy Noethers, die als Jüdin in die USA ausgewandert ist und im Bryn Mawr College als Professorin arbeitet. Durch sie lernt er den homosexuellen Abraham Fields kennen und lebt einige Zeit mit ihm zusammen (7. Kap.). Als Jazzfan hat er ein Schlüsselerlebnis beim Auftritt Billie Holidays: „Dieser Auftritt krempelte alle Vorstellungen um, die ich mit von Musik gemacht hatte.“ Die europäischen Klassiker führten ihm nicht „den Menschen vor, sondern Ideale, Ideen, Dämonen. Es war Musik von Göttern für Götter oder von Übermenschen für Übermenschen oder von Marsianern für Marsianer“.
1935 wechselt er von New York nach Lissabon zu einer Handelsgesellschaft, an der sein Großvater beteiligt ist, lernt dort Margarida Durao kennen und heiratet sie (4. Kap.) Durch seine Reisen und Auslandsaufenthalte leben die beiden lange Zeit getrennt, zumal sich Margarida nach dem Tod ihrer Schwester Adelina zwei Jahre lang um ihre Nichten Mariana und Angelina kümmert und sie eine, von ihrem Mann geduldete, Affäre mit ihrem früheren Verlobten Daniel hat. Carl dagegen reist von Portugal und Wien aus durch Europa und die Welt, schließt Geschäfte ab und arbeitet während des Krieges als Forscher in Los Alamos.

#### Agent und Forscher
Bei seinem Besuch Emmy Noethers in Pennsylvania wird man auf den als Kritiker Hitlers bekannten Mathematiker mit Kontakten zu Göttinger Wissenschaftlern aufmerksam und im Sommer 1938 wirbt ihn Rupert Prichett, ein Offizier der Royal Air Force, in London als Agent für den Secret Intelligence Service an, um Informationen über ein deutsches Atombombenprogramm zu sammeln (Kap. 13). Candoris reist deshalb 1939 nach Berlin und knüpft über den wissenschaftlichen Lektor beim Springer Verlag Paul Rosbaud Kontakte zu deutschen Forschern. Die Information des Physikers Eberhard Hametner, dass die deutschen Wissenschaftler kein Programm für den Bau einer Bombe entwickelt haben, hält er für eine gezielte Falschmeldung und gibt stattdessen eine Warnung weiter. Man holt ihn nach London, um Churchill seine Nachricht zu erläutern. Dann gerät er in die Räder der Justiz, wird als Deutscher inhaftiert und zuerst in ein Lager nach Australien, dann nach Kanada gebracht, wo er ihn J. Robert Oppenheimer besucht und ihn als Mathematiker für das Nuklearprojekt im Los Alamos National Laboratory anwirbt. Dafür verspricht er ihm die amerikanische Staatsbürgerschaft. Ab 1942 arbeitet Candoris für das Manhattan-Projekt, diskutiert mit Oppenheimer über die Schäden eines Atombombenabwurfs und erlebt den ersten erfolgreichen Test in der Alamogordo-Reservation. 1945 untersucht er für das Department of Measuring and Analysis oft Destruktion in Tokio die Strahlung und die Schäden der Atombombenabwürfe und spricht dort mit dem japanischen Mathematiker Makoto Kurabashi über dessen erstaunliche Merkfähigkeit und Rechenkünste. 1955 trifft er ihn ein letztes Mal vor dessen Suizid auf einem Kongress, streitet mit ihm über den Sinn seiner Zahlentheorie und kritisiert deren Anspruch einer höheren, religionsartigen Wahrheit.
Im November 1945 verfolgt Candoris mit seinem New Yorker Freund Fields, der als Dolmetscher Angeklagte befragt, die Nürnberger Prozesse. Carl sucht das Gespräch mit Arthur Seyß-Inquart, der als Reichskommissar in den Niederlanden für Edith Steins Deportation ins KZ verantwortlich war, wo sie 1946 hingerichtet wurde. Carl hat als Kind bei Besuchen in Göttingen Edith als Philosophie-Lehrerin seiner Großtante kennen gelernt (5. u. 7. Kap.).

#### Margarida
Wie Candoris in seinem letzten Gespräch enthüllt, gab es in seiner Ehe, die Sebastian bisher als ideale Verbindung erschien und in der er sich als Pflegesohn wohlgefühlt hat, Belastungen durch Margaridas Alkoholprobleme und eine große Krise: In den Jahren zwischen 1939 und 1943 sehen sich Carl und seine Frau selten und leben meist getrennt. In dieser Zeit hat sie eine eheähnliche Affäre mit ihrem früheren Verlobten Daniel Jacinto, die sie auch nach ihren Treffen mit ihrem Mann in Los Alamos 1944 und in Marseille 1947 und nach ihrem Umzug nach Wien 1949 in den Ferien in Lissabon weiterführt. Candoris scheint wegen seiner langen Abwesenheitszeiten diese Beziehung zu tolerieren, aber er entwickelt insgeheim einen solchen Hass auf den Rivalen, dass er 1961 dessen Ermordung plant und nach einem Auftragsmörder sucht (14. Kap.). Doch er gibt diese Idee auf, als sie seine Scheidungsvorschläge ablehnt und nicht mehr nach Lissabon reist. Danach stabilisiert sich ihre Beziehung: „Carl plante, Margarida plante nie […] Das Gesamte interessierte sie nicht […] sie sagte ‚Jetzt!‘ […] Als Antipode und Kontrapunkt: Carl. Tagtäglichkeiten empfand er als beklemmend banal […] Dennoch: Die ungenierte Gegenwärtigkeit seiner Frau, die den Zusammenhängen so brachial und rücksichtslos entgegentrat, entzückte ihn; und war ihm zugleich nicht geheuer […] Weil er jedoch im Innersten immer der Meinung gewesen war, […] im Bad der Phänomene spiele sich wirkliches Leben ab, glaubte er […]‚ dass er die meiste Zeit irgendwie tot war. Die Musik und die Mathematik hätten ihn, aber auch nur in den glücklichen Phasen, aus diesem Hypnoseschlaft geweckt.“

#### Schutzengel
Nach dem Tod seines Großvaters 1946 erbt Candoris die Feinkost-, Süßwaren- und Kolonialwarenkette Bárány & Co., mit Niederlassungen in mehreren Städten Europas, zieht sich aus den Geschäften zurück und lebt von den Erträgen der Anlagen und den Einkünften seiner Professur. Mit seinem Reichtum unterstützt er großzügig gemeinnützige und private Projekte, u. a. die Lukassers.
In der Nachkriegszeit hört er Georg Lukassers Gitarrenspiel im Wiener Jazz-Club „Embassy“, ist begeistert von seiner Begabung und wird sein Förderer und Freund und, gemeinsam mit seiner Frau Margarida, „Schutzengel“ der von ihm geförderten Ehe Georgs mit der Serviererin Agnes. In schwierigen Phasen hilft er ihnen organisatorisch, finanziell und v. a. durch persönlichen Beistand: Wenn ihn die Lukassers rufen, verlässt er sein Institut in Innsbruck, wo er 1955 eine Professur übernommen hat „um sich ihr Gejammer und Geschrei, ihr Herumgedruckse, ihre Empörung, Ressentiments, Proteste, ihre Neid- und Missgunstanfälle, ihre Aggressionen und Geldsorgen, ihren Weltschmerz und ihre Frustrationen anzuhören. Für [sie ist] das Leben eine andauernde Aufeinanderfolge von Problemen. Er [bietet] die Lösungen an.“

### Georg Lukasser
Georg Lukasser entstammt einer Wiener Musikanten-Familie. Er bricht seine Handelsschulausbildung ab und spielt seit seinem 16. Lebensjahr im Schrammelquartett seines Vaters, das er nach dessen Tod 1940 übernimmt. Vom Militärdienst wird er zur Unterhaltung der „Heimatfront“ befreit. So kommt er mit seiner Mutter unversehrt durch den Krieg.
In der Nachkriegszeit wechselt er zur Jazz-Musik, entwickelt einen eigenen Wiener Stil und wird eine lokale Berühmtheit. Im Embassy-Club entdeckt ihn 1948 Carl Candoris, fördert ihn und unterstützt ihn in Zeiten seiner Unbeständigkeit und seiner Alkoholprobleme, die seine Ehe mit Agnes (Serviermädchen im Café des Hotels „Imperial“, dann Sekretärin bei der Bezirkszentrale des ÖGB) gefährden. Immer wieder gelingt es Carl, Georg und seine Umwelt vor seinem „zerstörerischen Charakter“ zu schützen. Er übernimmt die Patenschaft für den Sohn Sebastian und nimmt ihn 1960 während der Entzugskur seines Vaters und Erholungsreise der Eltern durch Europa bei sich in Innsbruck auf (5. Kap.). Später vermittelt er Lukasser Auftritte in den USA und nach dessen Rückkehr und erfolgloser Gründung eines Jazz-Clubs in Wien eine Anstellung als Musiklehrer am Gymnasium in Feldkirch.
1964 zieht die Familie Lukasser nach Vorarlberg und wohnt in einem Bauernhaus im Dorf Nofels, Vorarlberg. Georg ist zuerst mit dem neuen Leben glücklich und mit dem Schulchor sehr erfolgreich, dann sucht er nach neuen Ausdrucksformen und experimentiert nach der Theorie Harry Partchs einige Jahre mit der Umsetzung der Sprache in Musik (Kap. Interlude). Über das Ergebnis, das er bei den Kranichsteiner Musiktagen vorstellt, ist er so deprimiert, dass er wieder mit dem Trinken anfängt und 54-jährig 1976 mit Tabletten Suizid begeht.

### Sebastian Lukasser
Sebastian wird 1950 in Wien geboren, lebt während der Ehekrise seiner Eltern ca. ein Jahr bei Carl und Margarida Candoris in Innsbruck, zieht 1964 mit seiner Familie nach Nofels und besucht das Gymnasium im benachbarten Feldkirch (9. Kap.). Nach der Matura 1969 studiert er, um den Wehrdienst in Österreich zu umgehen, Geschichte und Latein in Frankfurt und schreibt für den Hessischen Rundfunk Griechen- und Römerporträts. Nach Beendigung seines Studiums schlägt ihm Candoris 1976 eine Dissertation über die Deportation Edith Steins ins KZ Auschwitz auf der Grundlage der bisher unveröffentlichten Gesprächsprotokolle vor, die sein Freund Abraham Fields während der Nürnberger Prozesse mit dem dafür verantwortlichen Reichskommissar Seyß-Inquarts geschrieben hat. Er finanziert Sebastian eine Reise nach New York, um von Fields die Einwilligung zu erhalten, seine Materialien zu benutzen (7. Kap.). Nach Frankfurt zurückgekehrt, gibt er jedoch dieses Projekt auf, schreibt Kurzgeschichten und verfertigt weiter Beiträge für den Rundfunk.
1977 lernt er die politisch links orientierte Psychologiestudentin Dagmar Vorländer kennen, mit der er sich wegen ihrer Dogmatik ständig streitet (3. Kap.). Trotzdem beginnen sie eine Beziehung und heiraten. 1981 wird ihre Sohn David geboren.
Es ist die Zeit der RAF-Anschläge und der Diskussionen darüber (9. Kap.). Während eines Besuchs bei seiner Mutter in Vorarlberg spricht ihn der Nachbarsohn Chucky auf seine von ihm vermutete Verbindung zur Frankfurter Sympathisantenszene an und bittet ihn, eine Verbindung mit Brigitte Mohnhaupt zu arrangieren. Als er bald darauf in Frankfurt auftaucht und sich nicht abweisen lässt, gibt ihm Sebastian, um ihn loszuwerden, die Adresse einer Kommilitonin Dagmars, die Mitglied des kommunistischen Studentenbundes ist. Als Dagmar davon erfährt, ist sie entsetzt, fürchtet Verwicklungen und sie fliehen nach Wien. Nach ihrer Rückkehr nach Frankfurt setzen sich ihre Streitigkeiten fort. Sie trennen sich und lassen sich 1982 scheiden. Ca. 20 Jahre lang haben sie keine Kontakte mehr miteinader.
Sebastian versucht, in den USA, diesmal ohne Carls Hilfe, ein neues Leben anzufangen und es beginnen seine im dritten Teil des Romans ausführlich geschilderten Schriftsteller-Lehrjahre, seine „tintendunklen amerikanischen Jahre“ mit unterschiedlichen Eindrücken und Erlebnissen. In Manhattan spürt er nicht mehr die „Unbeschwertheit und Zukunftskraft“ der ersten Reise, jetzt ist die Stadt für ihn „Gleichnis von Sinn- und Freudlosigkeit, Verlust und Schuld“.
Nach verschiedenen Jobs begegnet er der 18 Jahre älteren schwarzen Maybelle Houston, die er bei seiner ersten Reise durch Fields kennengelernt hat (10.–12. Kap.). Sie ermuntert ihn, nicht nur Erzählungen, sondern einen großen Roman zu schreiben und vermittelt ihm als Arbeitsplatz eine ländliche Unterkunft in der Nähe des Fort Greene Parks. Hier führt Sebastian für eineinhalb Jahre das Leben als „Bohemien“, als „Schriftsteller, die Berufung fühlend und der Berufung folgend“. Maybee wird seine Geliebte und Muse und bespricht mit ihm seine „double tales“, Erzählungen über amerikanische und europäische Musiker, die er erfolgreich in Zeitschriften, später in Buchform mit dem Titel „Musikanten“, veröffentlicht und die ihn bekannt machen und durch die er sein Leben finanzieren kann. Er wird zu Lesungen an germanistischen Seminaren verschiedener Universitäten eingeladen. Als Quellen für seine Arbeiten dienen ihm auch die Sammlungen des Folklore-Forschers Alan Lomax, die er während einer Europareise mit Maybelle durch die Sammlung europäischer Volkslieder auf dem Balkan und in Wien zu erweitern sucht. Die schwarz-weiße Beziehung, für die Sebastian von schwarzen Männern belästigt wird, endet auf einer Autofahrt in Vermont. Bei einem Verkehrsunfall stirbt Maybelle und Sebastian wird schwer verletzt (12. Kap.). Nach mehreren Operationen pflegt ihn Maybelles Tochter in ihrem Haus. Um seine Schmerzen zu dämpfen, nimmt er Opiate, danach Heroin und wird drogenabhängig. Er behandelt sich selbst durch einen Entzug und will ein neues Leben anfangen und den anvisierten großen Roman schreiben.
Nach Vorlesungen an der Universität in Dickinson bleibt er einige Zeit zur Regeneration und Selbstbesinnung in North Dakota und mietet ein 70 Meilen von der Stadt gelegenes Ferienhaus am „Little Missouri“. Hier führt er ein an Alaska Kid, dessen Autor Jack London Sebastian erwähnt, erinnerndes einsames und einfaches Leben, nur mit einem Hund als Begleiter. Der Aufenthalt in der ländlichen Einsiedelei endet tragisch. Als Sebastian im Herbst 1985 durch Carls Brief zu seiner Mutter zurückgerufen wird, verabschiedet ihn sein bisher hilfsbereiter, sich jetzt als wahnsinnig erweisender Nachbar Zukrowski mit Schüssen aus seinem Gewehr, nachdem er zuvor seinen Hund Suka getötet hat. Sebastian kommt mit dem Leben davon und flieht aus der Wildnis. Nach seiner Rückkehr nach Österreich erfährt er, dass sich seine Mutter Agnes den Kameliterinnen im Kloster Fouquières-lès-Béthune angeschlossen hat.
Zur Zeit der Rahmenhandlung setzt der 52-jährige, inzwischen erfolgreiche Schriftsteller, nachdem er die Folgen seiner Prostata-Operation überwunden hat, seine lockere sexuelle Beziehung zur 18 Jahre jüngeren Evelyn fort, telefoniert aber nach dem Besuch seines Sohnes bei ihm in Wien wieder wöchentlich mit Dagmar, die zu Carls Beerdigung nach Lans kommt, und hofft auf einen Neuanfang.

## Dichtung und Wirklichkeit
Köhlmeier verwendet in seinem Roman eine Art Collage-Verfahren, in dem Bausteine aus der Geschichte mit der Dichtung verbunden werden. Dieses Stilmittel der Vermischung der Historie mit der Fiktion wird von der kanadischen Literaturwissenschaftlerin Linda Hutcheon mit dem Begriff Historiografische Metafiktion und von dem deutschen Literaturwissenschaftler Eckhard Schumacher als Überschreibungs- bzw. Palimpsest-Schreibverfahren bezeichnet.
Im Abendland leben die fiktiven Protagonisten an geographisch genau benannten Orten. Z. B. arbeitet Agnes als Serviermädchen im Café des Hotels Imperial, Carl Jacob Candoris wohnt in Lans im Haus des mit dem Autor befreundeten Kameramanns Christian Berger.
Insgesamt entwickeln sich die erfundenen Biographien und Handlungen im Zusammenhang mit dem vom Autor in sechsjähriger Kleinarbeit gründlich recherchierten geschichtlichen Hintergrund des 20. Jhs. und viele der auftretenden historischen Persönlichkeiten, z. B. Wissenschaftler, Politiker, Musiker, sind historisch belegt. Der fiktive Mathematik-Professor Candoris ist mit dem Mediziner Robert Bárány verwandt und hat Beziehungen bzw. Begegnungen mit historischen Personen, mit Edith Stein, Emmy Noether, J. Robert Oppenheimer, Eberhard Hametner, Arthur Seyß-Inquart, und der fiktive Gitarrist Georg Lukasser spielt zusammen u. a. mit Chet Baker. Auch die Schicksale der anderen Roman-Figuren werden durch historische Ereignisse mitbestimmt: Soldatentod Kajetans von Candoris 1914 im Ersten Weltkrieg, Angriff auf das Kolonialwarengeschäft Bárány in der Pogromnacht im November 1938 in Wien, Oppenheimers Studium in Göttingen, Gastprofessur Emmy Noethers 1828/29 in Moskau, Deportation Edith Steins ins KZ Auschwitz, Tod von Charlotte Candoris 1945 bei einem Bombenangriff in Wien, Schwarzhandel und Vergewaltigung ihrer Tochter Valerie, amerikanische Jazz-Clubs in Wien, Auftritt Billie Holidays, Nürnberger Prozesse usw.
Für einzelne Figuren hat Köhlmeier auch Bausteine aus dem Leben historischer Personen übernommen. Friedrich Georg Houtermans Biographie während der NS-Zeit findet man teilweise in der Eberhard Hametners, Carls Kommilitone aus der Göttinger Zeit, wieder. Beim Musiker Georg Lukasser hat sich Köhlmeier nach eigener Aussage durch den Jazzgitarristen Karl Ratzer inspirieren lassen. Die Figur des Mathematikers Makoto Kurabashi, mit dem sich Candoris 1945 in Tokio unterhält, ist offenbar an Taniyama angelehnt. Aus dessen Biografie wurden Geburts- und Todesjahr, die Tuberkuloseerkrankung als Jugendlicher, die Formulierung der Vermutung der Äquivalenz von L-Funktionen elliptischer Kurven und Modulformen sowie, im Motiv und in der Lokalität verändert, der Tod durch Suizid übernommen. Die Figur des Mathematikers Candoris bezeichnete der Autor als eine kleine Hommage an den Innsbrucker Mathematiker Leopold Vietoris, der 111 Jahre alt wurde.
Köhlmeier übernimmt Namen historischer Personen (z. B. des Reichstgsabgeordneten Odenburg-Januschau, Wilhelm Jobst, Per Olof Johan Bexelius) und bringt sie in veränderten Kontexten in die Handlung ein. Auch benennt er einzelne Figuren mit den leicht veränderten Namen historischer Personen: Lukasser nahm seine letzte Schallplatte zusammen mit dem Mundharmonikaspieler Toots Tielemanns auf. Dies erinnert an den historischen Musiker Toots Thielemans. Der Name von Emmy Noethers Dolmetschers Lawrentij Sergejewitsch Pontrjagin ist vermutlich durch den des russischen Mathematikers Lew Semjonowitsch Pontrjagin inspiriert, der zum selben Zeitpunkt wie Noethers in Moskau studierte, jedoch eine ganz andere Biographie als der Dolmetscher hatte.
Bei einzelnen Figuren, v. a. beim mit dem Autor gleichaltrigen Schriftsteller Sebastian Lukasser, und Lokalitäten findet man, worauf Köhlmeier in Interwies hinweist, autobiographische Bezüge, existentielle Erfahrungen, aber in verarbeiteter Form: „Ich kann rücksichtslos meine eigene Biografie ausbeuten, ohne dass das, was ich über mich erzähle, wahr sein muss. Ich habe zum Beispiel nie, wie Lukasser, mit einem Hund in North Dakota gelebt. Aber ich hatte Krebs. […]. Wenn Ihnen etwas Furchtbares zustößt, dann ist es gut, wenn Sie vor Ihrem Freund weinen können. Und dieser Freund ist das Schreiben. […] Ein Herzinfarkt kam dazu und zehn Jahre Panikattacken. […] Aber im Vergleich zum Tod der Tochter [Paula (2003)] ist das alles nichts.“ Vermutlich in Erinnerung an die in der Widmung genannte „unsere liebe Paula“ erscheint dem Schriftsteller Sebastian während seines Amerika-Aufenthalt eines Nachts das Mädchen Wanda, die tote Enkeltochter seiner Geliebten Maybelle.
Das Spiel mit der Verbindung von Dichtung und Wirklichkeit, in dem historische Begebenheiten verändert in die Fiktion eingebaut werden, thematisiert Köhlmeiser mehrmals in Variationen in seinem Roman:
- Während seiner Gespräche bemerkt der Erzähler, dass Candoris sein Leben nicht einfach nacherzählt, sondern in einer „präzisen kalkulierte[n] Choreographie“ inszeniert, z. B. die Enthüllung der Geheimnisse, die vermeintliche Ermordung Pontrjagins oder die „krokantartige Affäre“ in New York mit dem homosexuellen Abraham Fields. „Sein Leben lang hat er es verstanden, den innersten Kern unter dem Pingpong seiner Ironie zu verbergen; um ein Die-Wahrheit-und-nicht-als-die Wahrheit geht es ihm in seiner »Lebensbeichte« nicht, wohl auch nicht um die Inventur“. Sebastian vermutet, dass Carls Lebensbericht „die Generalprobe für das Plädoyer [ist], das er halten will, wenn er als Ankläger vor den lieben Gott tritt: Warum hast du den Genius an mit vorüberziehen lassen?“[21]

- Der Psychologe Fields trägt zum Dichtung-Wirklichkeit-Wechselspiel den Aspekt der Realitätsverarbeitung bei. Aus seiner Arbeit als Dolmetscher bei den Nürnberger Prozessen ist er zur Überzeugung gelangt, „dass in besonders schweren Fällen der Wahrheit nicht direkt ins Auge geblickt werden könne“ und dass man bei Befragungen der Nazi-Täter, z. B. Seyß-Inquarts, „der Wahrheit näherkomme[-], wenn man von ihnen ‚fiction‘ statt ‚facts‘ verlange“. Dieses „dialektische Wechselspiel von Verdrängung und Aufdeckung in der Fiktion als Metapher für die Wahrheit“ nennt er den „Perseus-Komplex“, in Anspielung auf den antiken Helden, der beim Kampf gegen die Gorgone Medusa der drohenden Versteinerung durch den Blickkontakt ausgewichen ist, indem er sie indirekt durch seinen spiegelnden Schild betrachtet habe.[22]
- Die Verwischungen der Grenzen entspricht Sebastians Erfahrungen von Erinnerung und Wirklichkeit: Erinnerungen lügen immer, denn „[d]ie Erinnerung formt sich nach den Folgen des Erinnerns; der Phantasie liegt ein stabiles gegenwärtiges Verlangen zugrunde, nämlich: sich einzubilden, wer man in der Vergangenheit hätte gewesen sein können; und trotz aller Vorsicht, nur ja nicht Wirklichkeit und Wunsch zu verwechseln, streckt sich das Fragezeichen des Konjunktivs allmählich zum Rufzeichen des Indikativs, so dass das Erinnerte bald alles anderes als ein Bild aus der Vergangenheit darstellt, sondern nur noch die Nöte der Gegenwart spiegelt.“[23]
- Diese Vorstellung assoziiert mit Oppenheimers während dessen Göttinger Zeit vorgetragenen Quanten-Wellenphänomen der Elektronen und seiner Vermutung einer Zweiheit zwischen Subjektivität des Beobachters und dem Objekt.

Der Problematik einer Darstellung der „wirklichen“ Historie des 20. Jhs., oder sogar einer Wahrheit, ist sich der Autor offenbar bewusst. Deshalb erzählt er in Abendland die persönlichen Probleme und Tragödien seiner Figuren und ihrer Familien: „Die meisten Geschichten entpuppen sich bei näherem Hinhören als Familiengeschichten“. Der Zweck einer Erzählung bestehe darin, „dem Bedeutungslosen Bedeutung zu verleihen“. Der „Sinn einer Erzählung sei die Erzählung selbst und nicht ein didaktisches Etappenziel auf dem Weg der Besserung.“
Als Antwort auf die Frage nach der Tragik im Leben wählt der nach einem Schlaganfall behinderte Carl für seine Biographie ein Zitat aus Giacomo Leopardis Gedankensammlung Zibaldone di pensieri aus: „Dies ist das Eigentümliche der wahrhaft großen Werke, dass sie auch dann, wenn sie die Nichtigkeit aller Dinge  vor Augen führen, wenn sie die unüberwindliche Glücklosigkeit des Daseins erkennen und spüren lassen, wenn sie die grässlichste Verzweiflung ausdrücken, dennoch einer hohen Seele, mag sie sich auch in einem Zustande äußerster Niedergeschlagenheit und Enttäuschung, Mutlosigkeit und Verneinung befinden, stets zum Troste gereichen, zu neuer Begeisterung wecken und wenigstens für den Augenblick das verlorene Leben wiederschenken.“

## Rezeption und Interpretation
Die Beurteilungen in den Rezensionen von Köhlmeiers Roman, dessen Titel im Kontext mit einem kontroversen Abendland-Diskurs steht, verteilen sich auf ein breites Spektrum von monumentalem Welt- und Jahrhundertpanorama über risikobereitem sympathischem Größenwahn bis hin zum mit vielen unkoordinierten Details überladenen gescheiterten Projekt. Entsprechend unterschiedlich ist die Formanalyse, allerdings überwiegen auch hier insgesamt die Würdigungen. Dabei werden v. a. folgende Aspekte angesprochen:
- Monumentales Jahrhundertpanorama.

Abendland wird als „Generationsroman des 20. Jahrhunderts“, als „großer Wurf“ und monumentales „Welt- und Jahrhundertpanorama“, als mit „historischer Erfahrung“ gesättigtes Spiegelbild der „Hybris des 20. Jahrhundert“ gelobt.
- Intellektueller Abenteuerroman

Durch die „Schauplätze der Welt- und Geistesgeschichte“ sei Abendland ein „intellektueller Abenteuerroman“ mit einer „panoramatische[n] Weite des Wissens und der Themen.“ Reichhaltiges „Bildungsgut und recherchiertes Material“ sei in den Roman eingegangen, aber „ein großer Kahn Gewicht brauch[t auch Balast], um gut im Wasser zu liegen“.
- Risikobereitschaft

Mit dem an Oswald Spenglers kulturphilosophisches Werk Der Untergang des Abendlandes erinnernden Titel habe der Autor einen hohen Maßstab gesetzt und der Roman entpuppe sich bald als „sympathischer Größenwahn“, doch Köhlmeier vergesse „im geschickt inszenierten Stimmengewirr niemals eine Erzählspur“. So sei insgesamt ein risikobereiter, anregender Roman entstanden, „wie er selten geschrieben wird, tollkühn, inspirierend und fesselnd.“
- Komposition

Bei diesem Aspekt sind die Rezensenten unterschiedlicher Meinung:
Gewürdigt werden die geschickte Verknüpfung der vielen Handlungsfäden, die miteinander zu einem „in seiner Komplexität betörende[n] Ornament“ verschränkten Biographien, das durch seine „raffinierte Komposition“ und die „erzählerische Souveränität“  voluminöse Werk.
Dieses Lob einschränkend empfinden einige Rezensenten, der Roman sei mit Stoff überladen, teilweise zu unausgegoren, zumal Candoris Leben nicht immer realistisch erscheine, und wirke, besonders im letzten Drittel, bisweilen ermüdend. Bei der Vielzahl von Themen gelinge es dem Autor nicht, Fiktion und Dokumentarismus zu vermitteln und sein Personal überzeugend in die geschichtlichen Umstände zu integrieren. Es sei zum großen Teil ein „Fabulieren bis zum Anschlag“, ohne Motivation werde viel zu viel erzählt. Deshalb sei der Roman als Ganzes gescheitert.
- Sprachliche Kraft

Übereinstimmend gelobt wird die an einzelne Adressaten, v. a. an Candoris Biographen Sebastian und von diesem wiederum an seinen Sohn David, gerichtete vertrauliche mündliche Sprachform, mit der der Ich-Erzähler den Lebensbericht des Mathematikers wiedergibt und mit seinen eigenen Erinnerungen und selbstkritischen Reflexionen verbindet. Köhlmeier sei „ein Geschichten-Erfinder von Rang, ein Fabulierer wie aus vergangenen, vormodernen Tagen“. Man habe Freude an der „musikalisch-komplexen Struktur“, an der „Geschichts- und Geschichtenfülle“. Am meisten aber imponiere die „sprachliche Kraft und die Beschreibungskunst Köhlmeiers, der epische Atem, der den Erzähler und mit ihm den faszinierten Leser durch dieses große Buch“ trage. Die „Leichtigkeit der Präsentation“ sei betörend.

## Lesung
- Sprecher: Jürgen Uter. GoyaLit 2009, ungekürzt (ca. 30 Stdn.)